# Operazione binaria
In matematica, un'operazione binaria interna è una funzione che richiede due argomenti dello stesso insieme {\displaystyle X} (si dice cioè che ha arietà 2) e restituisce un elemento di {\displaystyle X}. Formalmente, cioè, è una funzione * dal prodotto cartesiano {\displaystyle X\times X} in {\displaystyle X}:
{\displaystyle *:X\times X\to X}
Per indicare l'immagine di una coppia di punti {\displaystyle (x,y)} si usa spesso la notazione infissa {\displaystyle x*y}. L'operazione è quindi identificata dal simbolo "{\displaystyle *}". In alcuni casi si usano altri simboli, come il più "+" o il per "{\displaystyle \times }".
Un insieme dotato di un'operazione binaria è detto magma. A volte è usato come sinonimo il termine legge di composizione.

## Esempi

### Insiemi numerici
L'addizione è un'operazione binaria sull'insieme dei numeri naturali. Usando il formalismo delle funzioni, questa operazione si descrive nel modo seguente:
{\displaystyle +:\mathbb {N} \times \mathbb {N} \to \mathbb {N} }
{\displaystyle (a,b)\mapsto a+b.}
Analogamente, anche il prodotto è un'operazione binaria sull'insieme dei numeri naturali. Somma e prodotto sono operazioni binarie anche su altri insiemi numerici, come gli insiemi dei numeri interi, razionali, reali o complessi.
La sottrazione non è un'operazione binaria sull'insieme dei numeri naturali: la differenza fra due numeri naturali può infatti essere negativa, e quindi non essere un numero naturale. La sottrazione è però un'operazione binaria sull'insieme dei numeri interi:
{\displaystyle -:\mathbb {Z} \times \mathbb {Z} \to \mathbb {Z} }
{\displaystyle (a,b)\mapsto a-b.}

### Insiemi più generali
L'operazione che, date due persone, ci restituisce la più giovane, è anch'essa un'operazione binaria.

## Strutture algebriche
Un insieme dotato di un'operazione binaria è detto magma: questa è la più semplice struttura algebrica. Se l'operazione soddisfa alcune particolari proprietà, l'insieme è detto semigruppo, monoide, gruppo, e così via. Fra queste strutture, quella di gruppo è di fondamentale importanza nell'algebra e nella geometria.
Altre strutture più raffinate sono definite sulla base di due operazioni binarie: fra queste troviamo la nozione di anello e campo. Ad esempio, i numeri interi, dotati delle due operazioni binarie di somma e prodotto, formano un anello.

## Varianti
Alcuni autori usano il termine operazione binaria per identificare una più generica funzione binaria, ovvero una funzione
{\displaystyle f:X\times Y\to Z.}
Generalmente, questo utilizzo di linguaggio è presente quando questa funzione assomiglia molto a un'operazione binaria, ad esempio perché due dei tre insiemi {\displaystyle X,Y,Z} coincidono. Ad esempio, potrebbero rientrare in questa categoria la moltiplicazione per scalare
{\displaystyle f:V\times K\to V}
presente in ogni spazio vettoriale {\displaystyle V}, oppure l'operazione di sottrazione
{\displaystyle f:\mathbb {N} \times \mathbb {N} \to \mathbb {Z} }
che associa a due numeri naturali un numero intero. Un altro esempio è l'azione di un gruppo {\displaystyle G} su un insieme {\displaystyle X}, che è una particolare funzione binaria
{\displaystyle f:G\times X\to X.}
Gli autori che usano l'operazione binaria in questa accezione più allargata generalmente indicano con il termine operazione binaria interna la definizione originale, in cui tutti e tre gli insiemi presenti coincidono, e il termine operazione binaria esterna negli altri casi.